# Сулуско море
Сулско море (филипински Dagat Sulu; таусуншки: Dagat sin Sūg; чаваканкси: Mar de Sulu; цебуански: Dagat sa Sulu; Хилигајнонски: Dagat sang Sulu; карајански: Dagat kang Sulu; кујононски: Dagat i'ang Sulu; малајс. Laut Sulu) налази се у југозападној области Филипина. Од Јужног Кинеског мора је одвојено на северозападу острвом Палаван, од Целебеског мора на југоистоку га одваја Сулски архипелаг. На југозападу се налази Борнео, а на северозападу филипинска острва. 
Сулуско море садржи низ острва. Острва Кујо и Кагајан су део провинције Палаван, док су Мапун и Острва корњача део провинције Тави-Тави. Сулуско море је такође место где се налази Национални морски парк Тубатаха риф, једно од места светске баштине.
Залив Панај је продужетак мора Сулу. Теснаци који излазе из Сулуског мора укључују Илојлоски мореуз Илоило, Гвамараски мореуз и Басилански мореуз.

## Географија
Површина мора је 260,000 km2 (100,387 sq mi). Тихи океан утиче у Сулско море у северном Минданау и између архипелага Сангихе талауд, Северни Сулавеси.

## Опсег
Међународна хидрографска организација (IHO) дефинише Сулуско море као једну од вода Источноиндијског архипелага. IHO дефинише своје границе на следећи начин:
Сулуско море се простире на око 490 mi (790 km) од севера ка југу и 375 mi (604 km) од истока ка западу. Таласи могу да се протежу преко 25 km (16 mi) до 35 km (22 mi). Море је дубоко 4.400 m (14.400 ft), али на његовом јужном крају Сулуски архипелаг подиже морско дно на 100 m (330 ft).
На северозападу. Од Танџонг Семпанг Мангајауа, северне тачке Борнеа, дуж источне границе Јужног кинеског мора до рта Калавите, северозападне тачке Миндора.
На североистоку. Југозападна обала Миндора до тачке Бурункан, њен јужни крај, одатле линија преко острва Семирара и Калуја до тачке Насог (11° 53′ N 121° 53′ E / 11.883° С; 121.883° И), северозападног екстрема Панаја, дуж западне и југоисточне обале тог острва до острва Тагубанхан (11° 08′ N 123° 07′ E / 11.133° С; 123.117° И), одатле линија до северног екстремног дела Негроса и низ западну обалу до тачке Сијатон, њеног јужног екстрема, одатле преко до тачке Таголо (8° 44′ N 123° 22′ E / 8.733° С; 123.367° И), Минданао.
На југоистоку. Од Таголо Појнта, низ западну обалу Минданаа до југозападног екстремитета, одатле до северне обале острва Басилан (6° 45′ N 122° 04′ E / 6.750° С; 122.067° И), преко овог острва до његовог јужног екстремитета, одатле линија до острва Битинан (6° 04′ N 121° 27′ E / 6.067° С; 121.450° И) од источног краја острва Џоло, кроз Џоло до тачке у лонгитуди 121°04'E на његовој јужној обали, одатле преко острва Тапул и Лугус и дуж северне обале острва Тави Тави до острва Бонгао са његовог западног краја (5° 01′ N 119° 45′ E / 5.017° С; 119.750° И), а одатле до Танџонга Лабијана, североисточни крај Борнеа.
На југозападу. Северна обала Борнеа између Танџонг Лабијана и Танџонг Семпанг Мангајауа.

## У популарној култури
Лик Хикару Сулу из Звезданих стаза добио је име по мору Сулу. Према Сулуском глумцу Џорџу Такеију, „Џин Роденберијева визија за Сулу је била да представља целу Азију, дајући име по Сулуском мору уместо да се користи име специфично за земљу“.